# Quilondirá

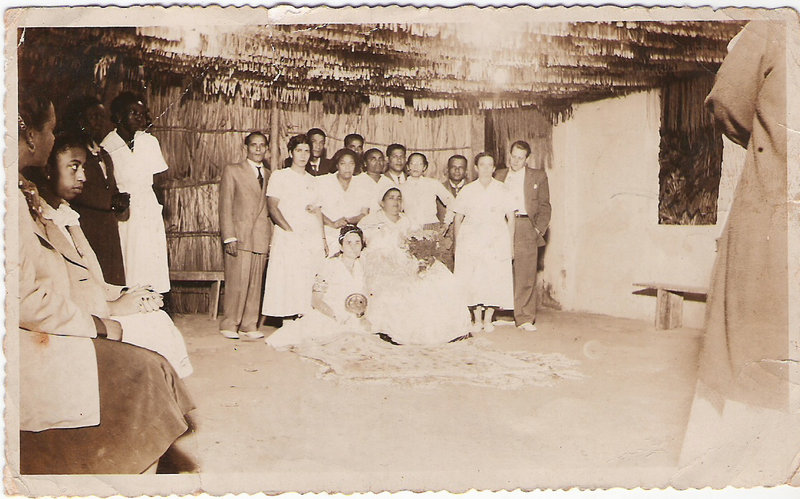
Foto antiga de um ritual afro - Joãozinho da Gomeia à esquerda e Quilondirá no centro

Maria Júlia, mais conhecida por sua dijina Quilondirá (Kilondirá) era filha de santo de Joãozinho da Gomeia, e tinha sua casa em Duque de Caxias, Baixada Fluminense no Rio de Janeiro.